# Chrysler 60
La 60 è un'autovettura mid-size prodotta dalla Chrysler nel 1927. Nel 1928 il modello cambiò nome in Chrysler 62. Dopo la 70, era il più grande modello Chrysler con motore a sei cilindri.

## Storia
La vettura era dotata di un motore a valvole laterali e sei cilindri in linea da 2.953 cm³ di cilindrata che sviluppava 54 CV di potenza. Il propulsore era anteriore, mentre la trazione era posteriore. Il cambio era a tre rapporti mentre la frizione era monodisco a secco. I freni erano freni idraulici sulle quattro ruote. Nel 1928, in occasione del cambio del nome, fu aggiunta all'offerta una versione del motore che aveva una potenza di 60 CV. Della Chrysler 60 non si conoscono i dati produttivi, ma di Chrysler 62  ne furono prodotti 64.136 esemplari.